# Bầu nâu
Bầu nâu (danh pháp khoa học: Aegle marmelos) là một loài thực vật có hoa trong họ Cửu lý hương. Loài này được (L.) Corrêa mô tả khoa học đầu tiên năm 1800.

## Phân bố
Bản địa bầu nâu là vùng Nam Á và Đông Nam Á trải dài từ Ấn Độ đến Campuchia.
Ở Việt Nam, bầu nâu được trồng ở miền Nam.

## Hình ảnh

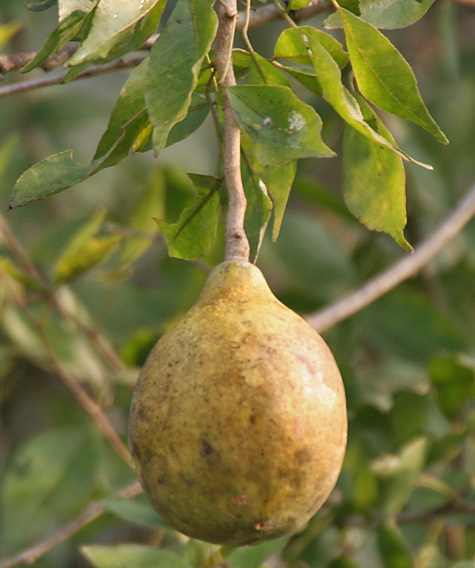
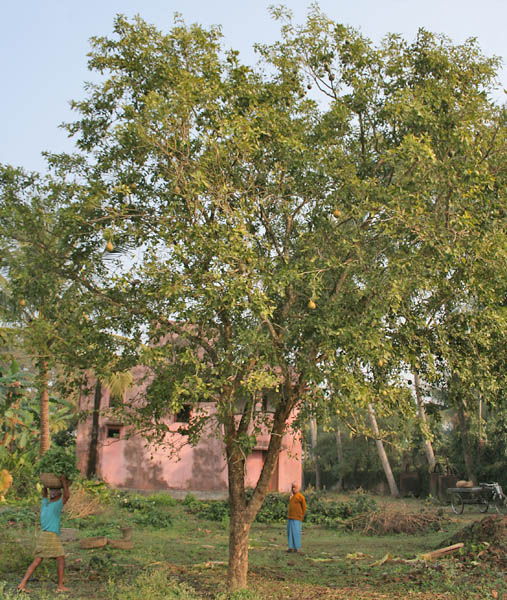
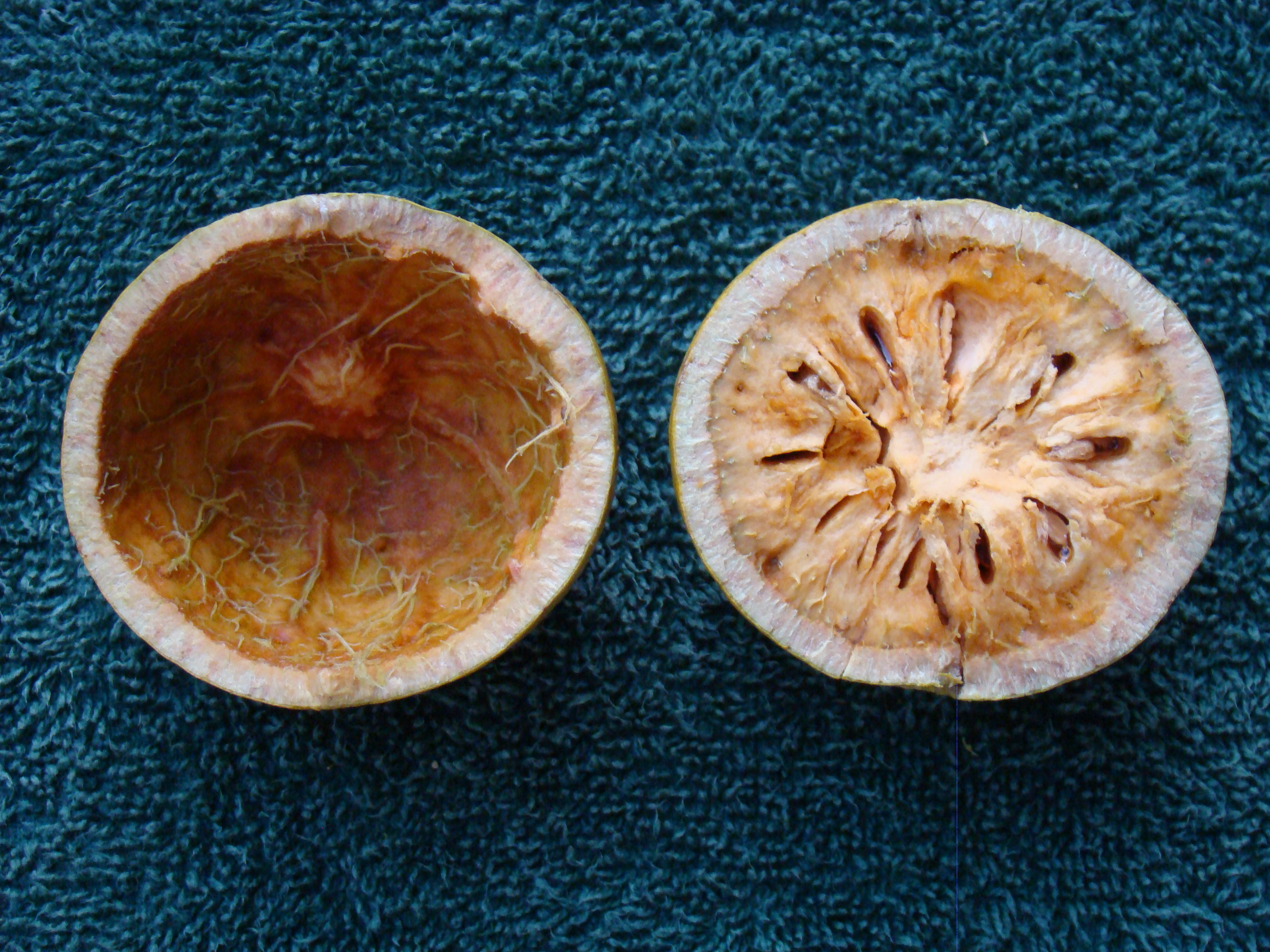